# Klas Landahl
Klas Landahl, född 9 juli 1981, är uppväxt i Visby, Gotland, numera bosatt i Stockholm. Landahl är konstnär, skulptör, musiker och författare. 2005 publicerade Landahl sin första bok, Hello Money på det egenstartade förlaget Mjältbrand. Landahl har flera gånger ställt ut sin konst i flera sammanhang, bl.a. på Tapeten i Visby. 
I december 2006 meddelade Landahl att han är webbtidningen Tidningen Antis nya illustratör.